# Орден Червоного Прапора (Монголія)
Орден Бойового Червоного Прапора (монг. «Цэргийн гавьяаны улаан туг» одон) — орден Монгольської Народної Республіки — заснований в 1926 році.